# Albert Bogislav Lüdecke
Albert Bogislav Lüdecke, auch in der Schreibweise Bogislaw (* 1834 in Stettin; † 1910 in Düsseldorf), war ein deutscher Landschaftsmaler der Düsseldorfer Schule.

## Leben
Lüdecke wurde wie sein älterer Bruder, der Architekt Carl Johann Lüdecke, in Stettin geboren. Er studierte Malerei an der Kunstakademie Düsseldorf. In Düsseldorf war er Mitglied des Künstlervereins Malkasten, an dessen Bühne er sich ab 1867 durch Komposition von Tableaux vivants und Texten sowie als Darsteller in Aufführungen bei Künstlerfesten rege engagierte. Ferner war er Mitglied der Allgemeinen Deutschen Kunstgenossenschaft. 1889 wohnte er am Rande des Düsseldorfer Hofgartens in der Goltsteinstraße 25.